# LMC X-3
LMC X-3 è una potente sorgente di raggi x nella Grande Nube di Magellano.
È un sistema binario composto da una gigante blu ed un oggetto invisibile massiccio, che produce raggi x circa 10.000 volte più forti di quelli del sole; i raggi x provengono quasi certamente da un disco di accrescimento intorno ad un buco nero. La distanza tra la stella di classe spettrale B è di circa 11 milioni di km con un periodo orbitale di 1,7 giorni. Dista 157000 anni luce dal sistema solare.
La massa dell'oggetto è considerata essere almeno 10 masse solari, facendone uno dei migliori candidati ad essere un buco nero. La stella visibile ha una massa che è stata stimata, a seconda delle osservazioni, da 5,9 a 8 masse solari.